# Robert Vandekerckhove
Pour les articles homonymes, voir Vandekerkhove.
Robert Gerard Vandekerckhove, né le 30 juin 1917 à Ingelmunster et mort le 23 février 1980 à Malines (Belgique), est un homme d'État belge, de confession catholique, il est membre et cofondateur du CVP.
Il est docteur en droit (Université catholique de Louvain, 1940) et licencié en notariat.
Il est élu conseiller communal (1952-1980) de Malines; sénateur coopté (1958-1980), Président du CVP entre 1968 et 1972, vice-président du sénat (1968-1972) et président (1977-1980); président (1971-1974) puis membre (1974-1977) du conseil culturel pour la communauté culturelle néerlandaise; ministre de la Réforme des Institutions (Gouvernement Tindemans II et III, 1974-1977).

## Sources
- Bio sur ODIS

1. ↑  « http://www.archiefbank.be/dlnk/AE_1647 »